# Raphaël Savignac
Pour les articles homonymes, voir Savignac.
Le père Antoine Raphaël Savignac (Cajarc, 21 juillet 1874 - Bethléem, 27 novembre 1951) est un archéologue et photographe français.

## Biographie
Professeur à l'École biblique de Jérusalem, il dirige une mission avec le père Antonin Jaussen au Zibb Atouf (Pétra). En 1899, toujours avec Jaussen, il se rend au Néguev puis, en 1907, voyage dans le Nord de l'Arabie et, en 1912, en Transjordanie.
En 1914, Jaussen et Savignac effectuent une mission épigraphique à Palmyre puis, avec Félix-Marie Abel et Louis-Hugues Vincent, relèvent les monuments de Jérusalem.
Directeur de l'École biblique (1935-1940), il fouille encore à Ma'an (Jordanie) en 1937 sous les ordres de Roland Guérin de Vaux. Il laisse de nombreuses photographies de ses travaux.

## Travaux
- Le Haut lieu de Pétra, Revue biblique, 1903, p. 280-288
- Mission en Arabie, avec A. Jaussen, 3 vol., 1909, 1920 et 1922

## Exposition
- Mission archéologique en Arabie en 1999 à l’Institut du monde arabe, exposition relatant la mission conjointe de Antonin Jaussen (1871-1962) et Raphaël Savignac[1],[2].